# Xestia hysgina
Xestia hysgina är en fjärilsart som beskrevs av Charles Oberthür 1880. Xestia hysgina ingår i släktet Xestia och familjen nattflyn. Inga underarter finns listade i Catalogue of Life.